# McClusky, Dakota de Nord
McClusky este un oraș sediul comitatului Sheridan, statul Dakota de Nord, Statele Unite. În 2010, populația localității era de 380 de locuitori. Orașul McClusky a fost fondat în 1905.